# Alice (Texas)
Alice è una città e il capoluogo della contea di Jim Wells nel Texas, negli Stati Uniti. La popolazione era di 17 891 abitanti al censimento del 2020. È situata nella regione del Texas meridionale.

## Geografia fisica
Secondo l'Ufficio del censimento degli Stati Uniti, ha una superficie totale di 12,58 mi² (32,58 km²).

## Storia
Le origini di Alice risalgono all'ex insediamento di Collins, situato a 5 km a est. Intorno al 1880, la San Antonio and Aransas Pass Railway tentò di costruire una linea ferroviaria attraverso Collins, che allora possedeva circa 2 000 abitanti. Dal momento che i cittadini decisero di non vendere i loro terreni alla compagnia ferroviaria, la costruzione del tracciato avvenne a 3 miglia a ovest e nel 1883 fu costruito un deposito chiamato Bandana all'incrocio con la Corpus Christi, San Diego and Rio Grande Railway. Ben presto divenne un centro di modesta importanza per il trasporto del bestiame e venne presentata la domanda per la creazione di un ufficio postale con il nome di Kleberg in onore di Robert Justus Kleberg, un veterano della battaglia di San Jacinto. Tuttavia, la proposta venne respinta, poiché una località chiamata Kleberg già esisteva nell'elenco degli uffici postali. Così gli abitanti optarono per il nome di Alice, in onore di Alice Gertrudis King Kleberg, moglie di Robert Justus Kleberg Jr. e figlia di Richard ed Henrietta King. Nel 1888 fu istituito l'ufficio postale. Nel giro di pochi anni, gli ultimi abitanti di Collins si trasferirono ad Alice.
L'industria di Alice era basata sul bestiame fino al 1940, quando venne scoperto il petrolio nei dintorni della città, comportando un rapido sviluppo di essa.

## Società

### Evoluzione demografica
Secondo il censimento del 2020, la popolazione era di 17 891 abitanti. Nel 2010 la popolazione era di 19 104 abitanti.